# Пояс Роговского

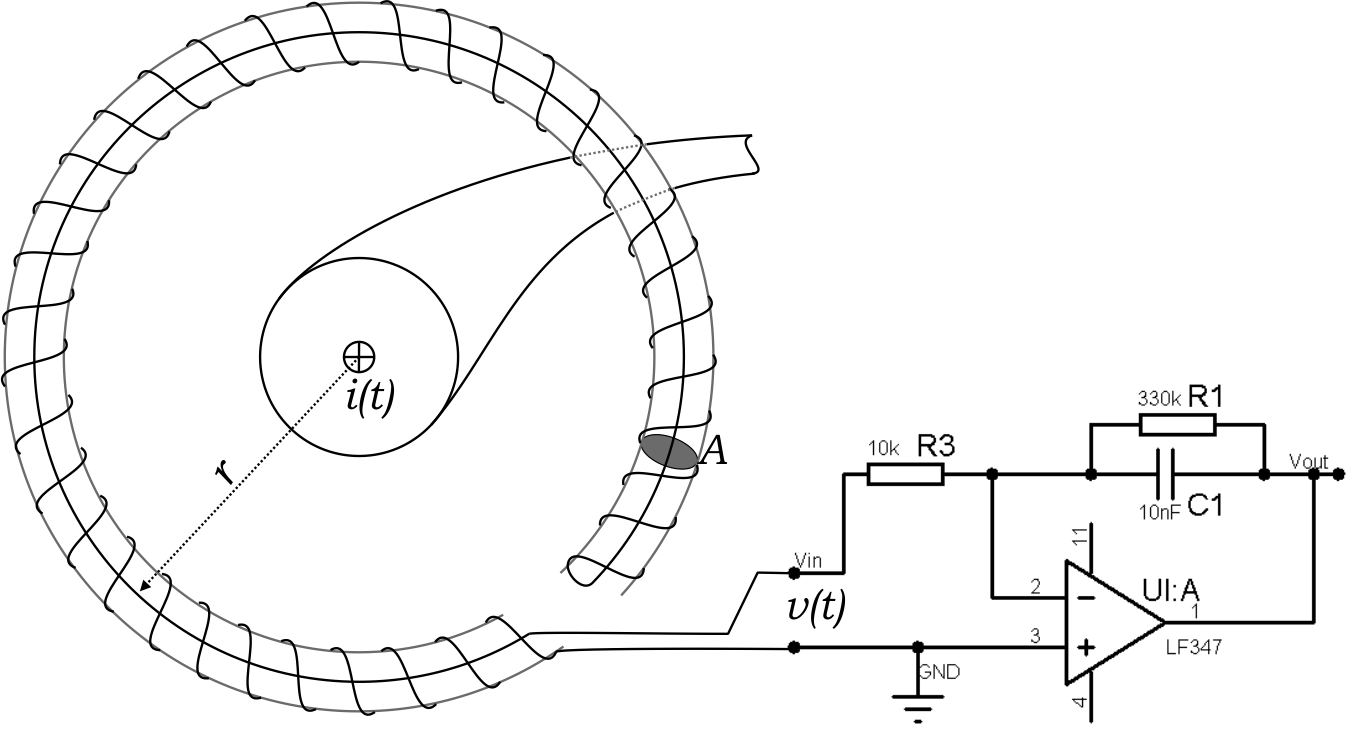
Схема использования пояса Роговского, подключённого к интегрирующей цепи, для измерения амплитуды импульса тока i(t)

Пояс Роговского (катушка Роговского) — измерительный трансформатор тока, выполненный в виде длинного замкнутого соленоида с произвольной и практически замкнутой формой и равномерной намоткой, один из выводов которой приведён к другому через ось соленоида. Назван в честь немецкого физика Вальтера Роговского.
В ненагруженном поясе Роговского электродвижущая сила пропорциональна изменению тока I(t) в объекте измерения:
{\displaystyle \varepsilon (t)={\frac {L}{N}}\cdot {\frac {dI(t)}{dt}},}
где L — индуктивность, N — количество витков.
Конструкция катушки Роговского представляет собой трансформатор тока с воздушным сердечником. Хорошо подходит для измерения пульсаций тока в присутствии постоянной составляющей и вообще для измерения токовых импульсов.
Необработанный выходной сигнал пропорционален производной тока в первичной цепи по времени и для восстановления сигнала, пропорционального току, необходимо применить интегратор или фильтр нижних частот.
Катушка наматывается на воздушный сердечник такого размера, чтобы через его отверстие могла быть пропущена шина с измеряемым током. Чтобы уменьшить паразитные ёмкости, витки должны быть намотаны с равными расстояниями друг от друга и в одну сторону. Для исключения влияния витка, создаваемого самой катушкой её конец возвращают к началу, прокладывая вдоль окружности тороида. В связи с тем что выходное напряжение обычно мало́, как правило, катушку экранируют от электрических помех. Экран при этом не должен образовывать короткозамкнутого витка. Выводы катушки должны быть также экранированы, причём один из выводов должен быть соединён с экраном и заземлён.
Выходной сигнал катушки Роговского можно проинтегрировать с помощью простой RС-цепи, образующей фильтр низких частот, а можно использовать операционный усилитель. Преимуществом RС-фильтра является отсутствие необходимости его дополнительного питания, а недостатком — очень маленький сигнал на низких частотах. Хотя на рисунке и изображён тороид, в продаже встречаются катушки Роговского, выполненные в виде тонкого длинного соленоида, который при работе обвивают и фиксируют вокруг проводника с контролируемым током.
Катушки Роговского практически не чувствительны к магнитным полям, имеющим постоянную амплитуду в пределах расположения катушки. А вот градиент магнитного поля, если он меняется во времени, создает ложные сигналы. Для их уменьшения следует делать катушку настолько малых размеров, насколько позволяют остальные элементы конструкции. Калибровка катушки Роговского выполняется на частоте 50 или 60 Гц. При этом, конечно, полоса частот фильтра или интегратора должна доходить до этих значений.

## Применение
Катушка Роговского, как трансформатор тока, находит применение в измерительной технике, в том числе в качестве измерительного элемента в счётчиках электрической энергии. Катушка Роговского незаменима при необходимости измерения высоких значений токов, а также полезна если требуется создать гальваническую развязку между измеряемой цепью и измеряющим устройством. Выходное напряжение, будучи проинтегрированным по времени, с точностью до константы соответствует току в измеряемой цепи.